# Charles Kerry
Charles Henry Kerry, född den 3 april 1857, Bombala, död den 26 maj 1928, Neutral Bay (förort till Sydney), var en av Australiens mest kända fotografer.

## Biografi
Charles Kerry utbildade sig i Bombala och Sydney. Vid 17 års ålder, 1874, gick han i lära hos Alexander Henry Lamartiniere i dennes fotostudio i Sydney och blev delägare 1883. Efter att Lamartiniere avvek 1884 tog Kerry över verksamheten i samarbete med C. D. Jones. Kerrys arbete underlättades mycket av en ny teknik för framkallning av bilder, Dry plate, som kom 1878. Tidigare var man tvungen att framkalla bilderna på plats, men med den nya tekniken kunde de nu framkallas senare i studion. Samarbetet med C. D. Jones varade till 1892. Kerry blev då ensam ägare och fotostudion bytte namn till Kerry & Co. Kerry hade vid denna tidpunkt börjat anställa fotografer till verksamheten. 1898 öppnade han en luxuös trevåningsstudio, Australiens största, på George Street i Sydney. Han fyllde sitt skyltfönster med bilder från den senaste begravningen, cricketmatchen eller trädgårdspartyt och sålde tryck till allmänheten. Han sålde även album med högkvalitativa bilder från landsbygden.

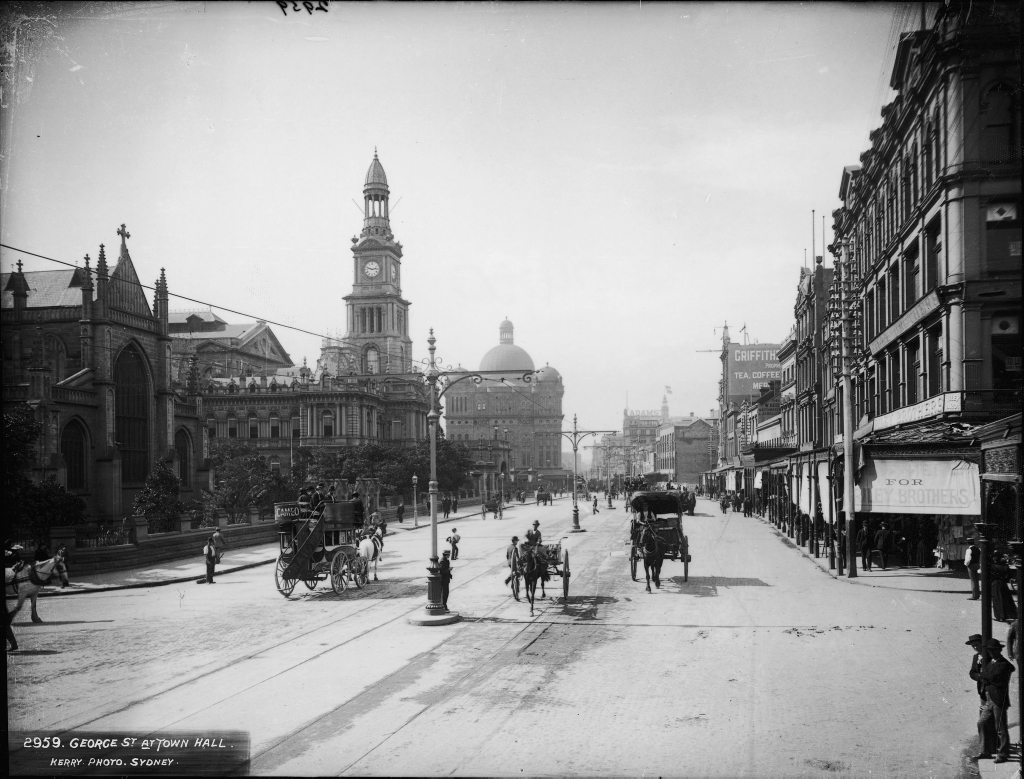
George Street i Sydney, där Charles Kerry öppnade en trevåningsstudio 1898.

Förutom sitt porträttarbete åtog sig Kerry ett antal regeringsuppdrag, bl.a. att resa genom New South Wales för att fotografera aboriginska folk och deras läger, högtiden Corroboree och att ta detaljerade bilder av Jenolan Caves. Han var en av utställarna på 1886 års världsutställning i London, The Colonial and Indian Exhibition, som fokuserade på föremål och annat från kolonierna i bl.a. Amerika, Afrika och Asien. Tillsammans med sin kompanjon C. D. Jones ställde han ut bilder under namnet Kerry & Jones. Kerry ställde även ut bilder på Chicago International Exhibition 1893. Han utsågs 1890 till Lord Carringtons (Robert Wynn-Carington) officiella fotograf och 1908 fotograferade han den amerikanska flottans besök och boxningsmatchen mellan Tommy Burns och Jack Johnson på Sydney Stadium.  
Kerry gick i pension 1913 och hans brorson tog över verksamheten, men ökande konkurrens gjorde att Kerry & Co tvingades lägga ner verksamheten 1917. Efter pensioneringen ägnade sig Kerry åt gruvdrift, då han länge varit intresserad av mineralogi. Han startade tennbrytningsbolag i Förenade malajstaterna (Malajiska skyddsstaterna) och Siam (nuvarande Thailand), samt var ordförande i Malayan Tin Corporation och tennmuddringsbolagen Ratrut Basin och Takuopa Valley. Han gick på 1880-talet med i Sydney Lancers och under en 5-årsperiod vann han 25 priser i rytteri. Senare, på 1890-talet, började han med lerduveskytte och grundade New South Wales Gun Club. Kerry banade vägen för snösport i Kiandra och vintern 1897 ledde han en expedition från Jindabyne till toppen av Mount Kosciuszko, Australiens högsta berg, vilket ledde till öppnandet av området för skidåkning. Han var ordförande i Kosciuszko Alpine Club. Han dog hemma i Neutral Bay den 26 maj 1928, strax efter att han återvänt från en resa till Stora barriärrevet.

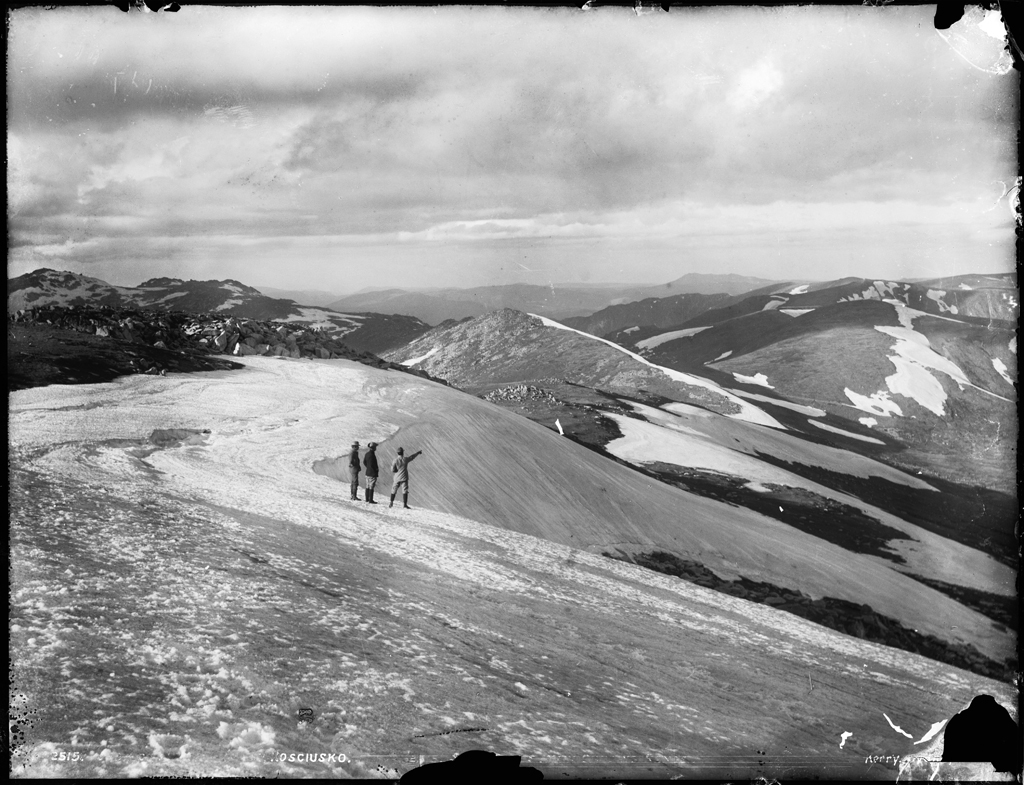
Mount Kosciuszko, Australiens högsta berg.

Kerrys bilder finns idag på bl.a. Sydney University Museums (över 3,000 glasnegativ), National Library of Australia (687 bilder) och Powerhouse Museum, vars Tyrrell Collection består av 7,903 glasnegativ från två av Sydneys främsta fotostudios i slutet av 1800-talet och början av 1900-talet, Charles Kerry och Henry King (1855-1923). Samlingen köptes av bokhandlaren James R. Tyrrell (1875-1961) i Sydney 1929, såldes 1980 till Australian Consolidated Press som donerade den 1985 till Powerhouse Museum. Etnografiska museet i Stockholm innehar drygt 60 av Kerrys bilder, förvärvade från etnografen Yngve Laurell (1882-1975) och forskningsresanden Didrik Bildt (1879-1933), samt 10 provkartor med sammanlagt 150 bilder, förvärvade från Kerry & Co.

## Familj
Charles Kerry var son till Samuel Kerry från Derbyshire, England, och australiensiska Margaret, född Blay. Han gifte sig den 20 januari 1897 med Delphine Hilda Vivian i St Mark´s Church, Darling Point, Sydney.